# Bittium quadrifilatum
Bittium quadrifilatum är en snäckart som beskrevs av Carpenter 1864. Bittium quadrifilatum ingår i släktet Bittium, och familjen Cerithiidae. Inga underarter finns listade.